# Gnieciuch
Gnieciuch, gniot, gniotek, gnietek, gnocek, gnotek, wiek – demon słowiański, z kategorii demonów duszących ludzi, często równoznaczny zmorom.
W Małopolsce wyobrażany pod postacią małego, grubego chłopca, z wielkim brzuchem, który nosi czerwoną czapeczkę i posiada wiele pieniędzy. Dusi on ludzi pogrążonych we śnie, lecz przed tym wyjmuje ze swojego brzucha jelita, aby nie zgnieść na śmierć swoim ciężarem tego, co dusi.
Lud z Ropczyc i okolicy wyobraża sobie gnieciucha jako małego chłopca, który zawsze zimny i milczący mlaszcze ustami, gdy zbliża się do człowieka, żeby go zgnieść. Nosi czerwoną czapeczkę. Jeśli komuś udało się ową czapeczkę zabrać gnieciuchowi, ten prosił o jej zwrot i ofiarował za nią tyle pieniędzy, ile się zmieściło w tej czapeczce, bądź mścił się za wydarcie mu jej.
Na terenach dzisiejszej południowo-wschodniej Polsce, zmory (gnieciuchy) to były dusze zmarłych członków rodzin, dusze ludzi pokrzywdzonych przed śmiercią, zmarłych bez spowiedzi, zmarłych nagłą śmiercią, czy potępionych.
Lasowiacy wierzyli, że gniotek był niewidoczny dla ludzi trzeźwych. Znęcał się przeważnie nad pijakami. Był malutkiego wzrostu, lecz bardzo ciężki, z wielkim brzuchem, a nogi i ręce miał cienkie z długimi palcami, zakończone pokrzywionymi pazurami. Na cienkiej szyi znajdowała się obrzydliwa głowa, z dużymi uszami i wyłupiastymi oczami, a w szerokich ustach posiadał sterczące do przodu zęby. Według innych przekazów gniotek był podobny do małego chłopca o wielkim brzuchu wypełnionym bardzo ciężkimi jelitami oraz noszącego na głowie czerwoną czapeczkę na bakier, ponadto posiadał przy sobie dużo pieniędzy. Mieszkańcy Ocic porównywali tego demona do małej ciężkiej laleczki mającej złotą czapeczkę i buty oraz trzy worki pieniędzy. Natomiast mieszkańcy Mielca wierzyli, iż gnieciuch przetrzymuje pieniądze w czerwonej czapeczce; a zabranie mu jej zapewnia ogromne bogactwo, ale osiągnięcie tego jest niemożliwe. Zamieszkiwał w sieni, gdzie zwykle stały żarna. Lokował się w ich zagłębieniach. Podsłuchiwał rozmów jakie prowadzili domownicy, a potem rozrabiał nawet w trakcie dnia. Do izb wchodził sękową dziuplą w suficie, zostawiając swoje wnętrzności. Działał zawsze podczas snu. Wpierw sadowił się w nogach, następnie posuwał się ku górze ciała. Gdy usiadł na piersiach, wtenczas dusił rękoma i nogami, trzymając za gardło, w zupełności obezwładniając śpiących. Mógł nawet zadusić na śmierć, jeśli ofiara nie obudziła się w porę. Według mieszkańców Zbydniowic gnieciuch wpierw usadawiał się na brzuchu, potem na piersiach i wtenczas wysysał krew i siły żywotne tak, że człowiek budził się osłabiony.